# Naisten Vaahteraliiga 2022
La Naisten Vaahteraliiga 2022 è la 25ª edizione del campionato di football americano di primo livello femminile, organizzato dalla SAJL.

## Squadre partecipanti
| Club                | Città    | Stadio | Sponsor ufficiale | Risultato nella stagione 2021 |
| ------------------- | -------- | ------ | ----------------- | ----------------------------- |
| Helsinki Wolverines | Helsinki |        |                   |                               |
| Lohja Lionesses     | Lohja    |        |                   |                               |
| Mikkeli Bouncers    | Mikkeli  |        |                   |                               |
| Tampere Saints      | Tampere  |        |                   |                               |
| Turku Trojans       | Turku    |        |                   |                               |
| West Coast Phoenix  | Raisio   |        |                   |                               |

## Stagione regolare

### Calendario

#### 1ª giornata
| Tampere 14 maggio 2022, ore 12:00 | Tampere Saints | 44 – 28 (22-6 0-0 0-6 22-16) referto | Lohja Lionesses | Pyynikin urheilukenttä (158 spett.)\| Arbitro: \| T. Heiskanen \| |
| Arbitro:                          | T. Heiskanen   |                                      |                 |                                                                   |

| Helsinki 15 maggio 2022, ore 12:00 | Helsinki Wolverines | 14 – 0 (0-0 8-0 6-0 0-0) referto | Turku Trojans | Velodromo di Helsinki\| Arbitro: \| J. Kalevo \| |
| Arbitro:                           | J. Kalevo           |                                  |               |                                                  |

| Mikkeli 15 maggio 2022, ore 14:00 | Mikkeli Bouncers | 14 – 0 (7-0 7-0 0-0 0-0) referto | West Coast Phoenix | Urpolan tekonurmi (70 spett.)\| Arbitro: \| T. Heiskanen \| |
| Arbitro:                          | T. Heiskanen     |                                  |                    |                                                             |

#### 2ª giornata
| Lohja 21 maggio 2022, ore 13:00 | Lohja Lionesses | 6 – 82 (6-8 0-28 0-30 0-16) referto | Helsinki Wolverines | Harjun nurmikenttä (250 spett.)\| Arbitro: \| J. Lehtinen \| |
| Arbitro:                        | J. Lehtinen     |                                     |                     |                                                              |

| Rusko 21 maggio 2022, ore 14:00 | West Coast Phoenix | 20 – 32 (0-0 6-20 6-0 8-12) referto | Turku Trojans | Kirkonkylän urheilukenttä (70 spett.)\| Arbitro: \| J. Sipi \| |
| Arbitro:                        | J. Sipi            |                                     |               |                                                                |

| Mikkeli 22 maggio 2022, ore 14:00 | Mikkeli Bouncers | 27 – 14 (0-0 7-8 7-0 13-6) referto | Tampere Saints | Urpolan tekonurmi (69 spett.)\| Arbitro: \| T. Lindroos \| |
| Arbitro:                          | T. Lindroos      |                                    |                |                                                            |

#### 3ª giornata
| Tampere 28 maggio 2022, ore 12:00 | Tampere Saints | 34 – 26 (14-0 14-6 6-7 0-13) referto | West Coast Phoenix | Pyynikin urheilukenttä (94 spett.)\| Arbitro: \| K. Lahtinen \| |
| Arbitro:                          | K. Lahtinen    |                                      |                    |                                                                 |

| Lohja 28 maggio 2022, ore 13:00 | Lohja Lionesses | 0 – 48 (0-14 0-14 0-13 0-7) referto | Turku Trojans | Harjun nurmikenttä (155 spett.)\| Arbitro: \| N. Olsson \| |
| Arbitro:                        | N. Olsson       |                                     |               |                                                            |

| Helsinki 29 maggio 2022, ore 12:00 | Helsinki Wolverines | 32 – 0 (6-0 20-0 6-0 0-0) referto | Mikkeli Bouncers | Velodromo di Helsinki (59 spett.)\| Arbitro: \| R-V Suojanen \| |
| Arbitro:                           | R-V Suojanen        |                                   |                  |                                                                 |

#### 4ª giornata
| Mikkeli 12 giugno 2022, ore 14:00 | Mikkeli Bouncers | 0 – 29 (0-7 0-6 0-0 0-16) referto | Turku Trojans | Urpolan tekonurmi (70 spett.)\| Arbitro: \| J. Lehtinen \| |
| Arbitro:                          | J. Lehtinen      |                                   |               |                                                            |

| Raisio 12 giugno 2022, ore 14:00 | West Coast Phoenix | 14 – 18 (0-0 6-6 0-0 8-12) referto | Lohja Lionesses | Kerttulan urheilukenttä (75 spett.)\| Arbitro: \| M. Makarainen \| |
| Arbitro:                         | M. Makarainen      |                                    |                 |                                                                    |

| Helsinki 12 giugno 2022, ore 18:00 | Helsinki Wolverines | 46 – 16 (8-8 22-0 0-0 16-8) referto | Tampere Saints | Velodromo di Helsinki\| Arbitro: \| K. Lahtinen \| |
| Arbitro:                           | K. Lahtinen         |                                     |                |                                                    |

#### 5ª giornata
| Tampere 18 giugno 2022, ore 12:00 | Tampere Saints | 6 – 53 (6-26 0-13 0-7 0-7) referto | Turku Trojans | Pyynikin urheilukenttä (104 spett.)\| Arbitro: \| K. Lahtinen \| |
| Arbitro:                          | K. Lahtinen    |                                    |               |                                                                  |

| Helsinki 19 giugno 2022, ore 12:00 | Helsinki Wolverines | 46 – 6 (18-6 16-0 12-0 0-0) referto | West Coast Phoenix | Velodromo di Helsinki (70 spett.)\| Arbitro: \| J. Kalliokoski \| |
| Arbitro:                           | J. Kalliokoski      |                                     |                    |                                                                   |

| Lohja 19 giugno 2022, ore 15:00 | Lohja Lionesses | 0 – 40 (0-13 0-6 0-8 0-13) referto | Mikkeli Bouncers | Harjun nurmikenttä (102 spett.)\| Arbitro: \| K. Kivimaa \| |
| Arbitro:                        | K. Kivimaa      |                                    |                  |                                                             |

#### 6ª giornata
| Helsinki 1º luglio 2022, ore 18:30 | Helsinki Wolverines | 48 – 20 (16-0 16-14 16-6 0-0) referto | Lohja Lionesses | Velodromo di Helsinki (45 spett.)\| Arbitro: \| K. Kivimaa \| |
| Arbitro:                           | K. Kivimaa          |                                       |                 |                                                               |

| Tampere 2 luglio 2022, ore 12:00 | Tampere Saints | 24 – 7 (0-7 12-0 6-0 6-0) referto | Mikkeli Bouncers | Pyynikin urheilukenttä (106 spett.)\| Arbitro: \| Nik. Olsson \| |
| Arbitro:                         | Nik. Olsson    |                                   |                  |                                                                  |

| Turku 2 luglio 2022, ore 19:00 | Turku Trojans | 55 – 0 (14-0 17-0 7-0 17-0) referto | West Coast Phoenix | Yläkenttä (120 spett.)\| Arbitro: \| R-V Suojanen \| |
| Arbitro:                       | R-V Suojanen  |                                     |                    |                                                      |

#### 7ª giornata
| Turku 9 luglio 2022, ore 13:00 | Turku Trojans | 6 – 22 (0-8 6-8 0-0 0-6) referto | Helsinki Wolverines | Yläkenttä (121 spett.)\| Arbitro: \| K. Lahtinen \| |
| Arbitro:                       | K. Lahtinen   |                                  |                     |                                                     |

| Raisio 9 luglio 2022, ore 14:00 | West Coast Phoenix | 6 – 38 (0-12 0-8 6-18 0-0) referto | Mikkeli Bouncers | Kerttulan urheilukenttä (20 spett.) |

| Lohja 10 luglio 2022, ore 13:00 | Lohja Lionesses | 41 – 52 (6-6 7-24 12-6 16-16) referto | Tampere Saints | Harjun nurmikenttä (154 spett.)\| Arbitro: \| K. Kivimaa \| |
| Arbitro:                        | K. Kivimaa      |                                       |                |                                                             |

#### 8ª giornata
| Turku 16 luglio 2022, ore 13:00 | Turku Trojans | 23 – 0 (7-0 6-0 0-0 10-0) referto | Lohja Lionesses | Yläkenttä (80 spett.)\| Arbitro: \| M. Makarainen \| |
| Arbitro:                        | M. Makarainen |                                   |                 |                                                      |

| Mikkeli 17 luglio 2022, ore 14:00 | Mikkeli Bouncers | 0 – 50 (0-6 0-6 0-24 0-14) referto | Helsinki Wolverines | Urpolan tekonurmi (70 spett.)\| Arbitro: \| J-P Schroderus \| |
| Arbitro:                          | J-P Schroderus   |                                    |                     |                                                               |

| Raisio 17 luglio 2022, ore 14:00 | West Coast Phoenix | 26 – 40 (7-0 6-24 6-8 7-8) referto | Tampere Saints | Kerttulan urheilukenttä (50 spett.) |

#### 9ª giornata
| Turku 24 luglio 2022, ore 13:00 | Turku Trojans | 48 – 20 (7-6 14-14 20-0 7-0) referto | Tampere Saints | Yläkenttä (70 spett.)\| Arbitro: \| M. Makarainen \| |
| Arbitro:                        | M. Makarainen |                                      |                |                                                      |

| Mikkeli 24 luglio 2022, ore 14:00 | Mikkeli Bouncers | 8 – 28 (0-7 8-7 0-7 0-7) referto | Lohja Lionesses | Urpolan tekonurmi (50 spett.)\| Arbitro: \| V. Lamminsalo \| |
| Arbitro:                          | V. Lamminsalo    |                                  |                 |                                                              |

| Raisio 24 luglio 2022, ore 14:02 | West Coast Phoenix | 20 – 42 (7-14 0-14 7-8 6-6) referto | Helsinki Wolverines | Kerttulan urheilukenttä (30 spett.) |

#### 10ª giornata
| Tampere 20 agosto 2022, ore 12:00 | Tampere Saints | 20 – 55 (8-14 0-13 6-15 6-13) referto | Helsinki Wolverines | Pyynikin urheilukenttä (125 spett.)\| Arbitro: \| J. Kalevo \| |
| Arbitro:                          | J. Kalevo      |                                       |                     |                                                                |

| Lohja 20 agosto 2022, ore 13:00 | Lohja Lionesses | 20 – 0 (0-0 0-0 6-0 14-0) referto | West Coast Phoenix | Harjun nurmikenttä (102 spett.)\| Arbitro: \| R-V Suojanen \| |
| Arbitro:                        | R-V Suojanen    |                                   |                    |                                                               |

| Turku 21 agosto 2022, ore 18:00 | Turku Trojans | 17 – 0 (7-0 7-0 3-0 0-0) referto | Mikkeli Bouncers | Yläkenttä (75 spett.)\| Arbitro: \| J. Holmberg \| |
| Arbitro:                        | J. Holmberg   |                                  |                  |                                                    |

### Classifica
La classifica della regular season è la seguente:
- PCT = percentuale di vittorie, G = partite giocate, V = partite vinte, P = partite perse, PF = punti fatti, PS = punti subiti

| Pos. | Squadra             | PCT   | G  | V  | N | P  | PF  | PS  |
| ---- | ------------------- | ----- | -- | -- | - | -- | --- | --- |
| 1    | Helsinki Wolverines | 1.000 | 10 | 10 | 0 | 0  | 437 | 94  |
| 2    | Turku Trojans       | .800  | 10 | 8  | 0 | 2  | 311 | 82  |
| 3    | Tampere Saints      | .500  | 10 | 5  | 0 | 5  | 270 | 357 |
| 4    | Mikkeli Bouncers    | .400  | 10 | 4  | 0 | 6  | 134 | 200 |
| 5    | Lohja Lionesses     | .300  | 10 | 3  | 0 | 7  | 161 | 359 |
| 6    | West Coast Phoenix  | .000  | 10 | 0  | 0 | 10 | 118 | 339 |

## Playoff

### Tabellone
|  | Semifinali | Semifinali          | Semifinali |               |    | XXV Finale          | XXV Finale | XXV Finale |  |
|  |            |                     |            |               |    |                     |            |            |  |
|  | 1          | Helsinki Wolverines | 26         |               |    |                     |            |            |  |
|  | 1          | Helsinki Wolverines | 26         |               |    |                     |            |            |  |
|  | 4          | Mikkeli Bouncers    | 0          |               |    |                     |            |            |  |
|  | 4          | Mikkeli Bouncers    | 0          |               | 1  | Helsinki Wolverines | 0          |            |  |
|  |            |                     |            |               | 1  | Helsinki Wolverines | 0          |            |  |
|  |            |                     | 2          | Turku Trojans | 23 |                     |            |            |  |
|  | 2          | Turku Trojans       | 2          | Turku Trojans | 23 | 51                  |            |            |  |
|  | 2          | Turku Trojans       |            |               |    |                     |            |            |  |
|  | 3          | Tampere Saints      | 0          |               |    |                     |            |            |  |

### Semifinali
| Helsinki 27 agosto 2022, ore 12:00 | Helsinki Wolverines | 26 – 0 (0-0 20-0 6-0 0-0) referto | Mikkeli Bouncers | Velodromo di Helsinki (132 spett.)\| Arbitro: \| Lehtinen \| |
| Arbitro:                           | Lehtinen            |                                   |                  |                                                              |

| Rusko 28 agosto 2022, ore 15:00 | Turku Trojans | 51 – 0 (0-0 23-0 14-0 14-0) referto | Tampere Saints | Kirkonkylän urheilukenttä (90 spett.)\| Arbitro: \| J. Bruun \| |
| Arbitro:                        | J. Bruun      |                                     |                |                                                                 |

### XXV Finale
| Arbitri: | M. Makarainen K. Vuotilainen M. Saarijarvi O. Tikkanen M. Viitanen |

|  |           | |
|  | Marcatori | Pulkkinen 6':05" Q2 (FG) 24yd run Nirhamo 0':14" Q2 (TD) 6yd pass from Hakkarainen 6':51" Q3 (TD) 1yd run Pulkkinen Q3 (pat) Saastamoinen 0':15" Q3 (TD) 8yd pass from Hakkarainen Pulkkinen Q3 (pat) |

## Verdetti
- Turku Trojans Campionesse della Finlandia 2022

## Marcatrici
| Giocatrice    | Sq.                 | TD rush | TD recv | TD int | TD p.ret | TD k.ret | TD oth | Xp1  | Xp2 | FG  | Saf | Totale |
| ------------- | ------------------- | ------- | ------- | ------ | -------- | -------- | ------ | ---- | --- | --- | --- | ------ |
| Jääskelä      | Helsinki Wolverines | 15+1    | 0       | 0      | 0        | 0        | 0      | 0    | 8   | 0   | 0   | 112    |
| Söderholm     | Helsinki Wolverines | 14      | 2       | 0      | 0        | 0        | 0      | 0    | 8   | 0   | 0   | 112    |
| Kaszas        | Turku Trojans       | 11+2    | 0+1     | 1+1    | 0        | 0        | 0      | 0    | 0   | 0   | 0   | 96     |
| Kemppi        | Mikkeli Bouncers    | 15      | 0       | 0      | 0        | 0        | 0      | 0    | 1   | 0   | 0   | 92     |
| 2 giocatrici  | 78                  |         |         |        |          |          |        |      |     |     |     |        |
| Pulkkinen     | Turku Trojans       | 5       | 0       | 0      | 0        | 0        | 0      | 23+8 | 0   | 3+2 | 0   | 76     |
| Räty          | Tampere Saints      | 9       | 0       | 0      | 0        | 0        | 0      | 0    | 7   | 0   | 0   | 68     |
| Jarn          | Helsinki Wolverines | 0       | 7       | 0+1    | 0        | 0        | 0      | 0    | 6   | 0   | 0   | 60     |
| Nirhamo       | Turku Trojans       | 0       | 7+2     | 0      | 0        | 0        | 0      | 0    | 0   | 0   | 0   | 56     |
| Hakkarainen   | Turku Trojans       | 7+1     | 0       | 0      | 0        | 0        | 0      | 0    | 1   | 0   | 0   | 50     |
| Heino         | West Coast Phoenix  | 2       | 5       | 0      | 0        | 0        | 0      | 7    | 0   | 0   | 0   | 49     |
| Salminen      | Lohja Lionesses     | 8       | 0       | 0      | 0        | 0        | 0      | 0    | 0   | 0   | 0   | 48     |
| 2 giocatrici  | 46                  |         |         |        |          |          |        |      |     |     |     |        |
| 2 giocatrici  | 36                  |         |         |        |          |          |        |      |     |     |     |        |
| Luhtala       | Turku Trojans       | 0       | 4+1     | 0      | 0        | 0        | 0      | 0    | 0   | 0   | 0   | 30     |
| H. Ropanen    | Turku Trojans       | 0       | 0       | 3      | 0        | 0        | 0      | 8    | 0   | 1   | 0   | 29     |
| Kuusinen      | Helsinki Wolverines | 4       | 0       | 0      | 0        | 0        | 0      | 0    | 1   | 0   | 0   | 26     |
| 3 giocatrici  | 24                  |         |         |        |          |          |        |      |     |     |     |        |
| 3 giocatrici  | 18                  |         |         |        |          |          |        |      |     |     |     |        |
| 5 giocatrici  | 12                  |         |         |        |          |          |        |      |     |     |     |        |
| S. Benson     | Helsinki Wolverines | 0       | 0       | 0      | 0        | 0        | 0      | 5+2  | 1   | 0   | 0   | 9      |
| 3 giocatrici  | 8                   |         |         |        |          |          |        |      |     |     |     |        |
| Rontu         | Lohja Lionesses     | 0       | 0       | 0      | 0        | 0        | 0      | 7    | 0   | 0   | 0   | 7      |
| 12 giocatrici | 6                   |         |         |        |          |          |        |      |     |     |     |        |
| 5 giocatrici  | 2                   |         |         |        |          |          |        |      |     |     |     |        |

- Miglior marcatrice della stagione regolare: Söderholm ( Helsinki Wolverines), 112
- Miglior marcatrice dei playoff: Kaszas ( Turku Trojans), 24
- Miglior marcatrice della stagione: Jääskelä e Söderholm ( Helsinki Wolverines), 112

## Passer rating
La classifica tiene in considerazione soltanto le quarterback con almeno 10 lanci effettuati.
| Giocatrice  | Sq.                 | G    | Att    | Comp  | Int  | Yds      | TD   | NFL    | NCAA   |
| ----------- | ------------------- | ---- | ------ | ----- | ---- | -------- | ---- | ------ | ------ |
| Söderholm   | Helsinki Wolverines | 8+2  | 71+13  | 37+7  | 1+0  | 636+73   | 8+2  | 115,53 | 160,19 |
| Hakkarainen | Turku Trojans       | 10+2 | 189+39 | 83+16 | 3+0  | 1060+256 | 14+5 | 84,61  | 116,77 |
| Räty        | Tampere Saints      | 10+1 | 316+28 | 133+8 | 13+2 | 1893+92  | 26+0 | 67,31  | 105,68 |
| Kosonen     | Helsinki Wolverines | 5+2  | 43+14  | 16+5  | 1+0  | 184+39   | 6+0  | 76,86  | 100,93 |
| Kaszas      | Turku Trojans       | 3    | 12     | 4     | 1    | 43       | 1    | 37,85  | 74,27  |
| Sulin       | West Coast Phoenix  | 10   | 265    | 97    | 14   | 928      | 11   | 39,00  | 69,15  |
| Salminen    | Lohja Lionesses     | 10   | 121    | 48    | 6    | 387      | 4    | 38,83  | 67,53  |
| Kolehmainen | Mikkeli Bouncers    | 7+1  | 127+24 | 39+11 | 6+3  | 305+95   | 2+0  | 21,76  | 47,81  |
| A. Alm      | Mikkeli Bouncers    | 4    | 18     | 1     | 1    | 34       | 0    | 16,44  | 10,31  |

- Miglior QB della stagione regolare: Söderholm ( Helsinki Wolverines), 161,72
- Miglior QB dei playoff: Söderholm ( Helsinki Wolverines), 151,78
- Miglior QB della stagione: Söderholm ( Helsinki Wolverines), 160,19